# Rytigynia griseovelutina
Rytigynia griseovelutina är en måreväxtart som beskrevs av Bernard Verdcourt. Rytigynia griseovelutina ingår i släktet Rytigynia och familjen måreväxter. Inga underarter finns listade i Catalogue of Life.